# بوبي قاولد
بوبي قاولد هو لاعب هوكي الجليد كندي، ولد في 2 سبتمبر 1957 في Petrolia, Ontario ‏ في كندا.

## وصلات خارجية
- بوبي غولد على موقع دوري الهوكي الوطني (الإنجليزية)
- بوبي غولد على موقع قاعة مشاهير الهوكي (لاعب أن.إتش.أل) (الإنجليزية)
- بوبي غولد على موقع EliteProspects.com (الإنجليزية)
- بوبي غولد على موقع HockeyDB.com (الإنجليزية)
- بوبي غولد على موقع Hockey-Reference.com (الإنجليزية)